# Протонный синхротрон
Протонный синхротрон (англ. Proton Synchrotron, CERN Proton Synchrotron, PS, CPS) — циклический ускоритель в ЦЕРНе, жёсткофокусирующий протонный синхротрон, используемый для предварительного ускорения пучков протонов и ионов в инжекционной цепи Большого адронного коллайдера.

## История
Открытие в начале 1950-х годов принципа сильной фокусировки открыло дорогу к созданию синхротронов на существенно более высокую энергию, чем были достигнуты на слабофокусирующих машинах (Космотрон, Беватрон, Синхрофазотрон ОИЯИ). В ЦЕРН в 1953 году началось проектирование протонного синхротрона на энергию 28 ГэВ, и 24 ноября 1959 года PS ускорил первый протонный пучок, ненадолго став самым высокоэнергетичным ускорителем в мире, пока в 1960 году не вступил в строй синхротрон AGS на энергию до 33 ГэВ, в Брукхейвенской национальной лаборатории.
Поначалу PS был флагманской установкой ЦЕРН, на которой проводились эксперименты с выведенным на различные мишени пучком. После ввода в строй коллайдера ISR в 1971 году, а позднее и SPS, LEP, LHC, синхротрон служил рабочей лошадкой, накапливая и предускоряя интенсивные пучки частиц разного рода: протоны, антипротоны, электроны, позитроны, ионы от гелия до свинца.
С 1972 года инжектором протонов в PS работает специально построенное бустерное кольцо — Бустер Протонного синхротрона (PSB).

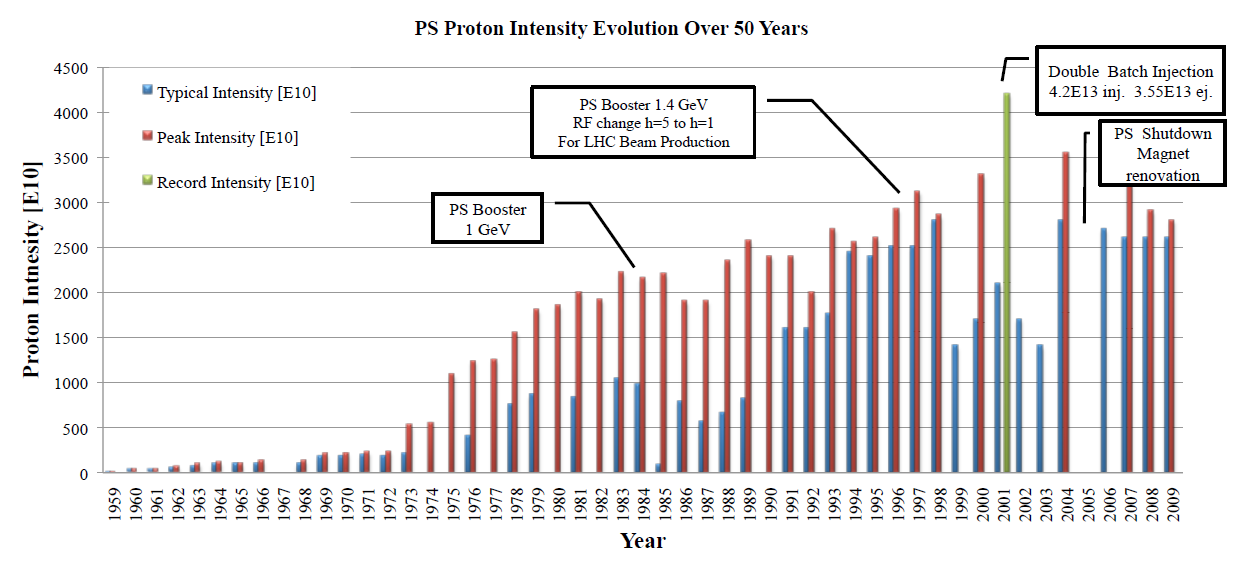
Рост интенсивности пучка PS с момента его запуска.

Интенсивность протонного пучка выросла с 6×1010 в 1959 году до 3×1013 за импульс к настоящему времени.

## Описание
Ускоритель представляет собой кольцо периметром 628 м, составленное из 100 «тёплых» (не сверхпроводящих) поворотных магнитов с градиентом поля с чередующимся знаком, чтобы образовать FODO-структуру. Каждый магнит имеет межполюсный зазор на орбите пучка 10см, обмотку из алюминия и общий вес 38 тонн.